# Experimentelle Ökonomik
Experimentelle Ökonomik (auch experimentelle Ökonomie oder experimentelle Wirtschaftsforschung) ist eine Teildisziplin der Wirtschaftswissenschaft, die sich mit der experimentellen Bewertung ökonomischer Theorien beschäftigt.
Pioniere dieser Disziplin sind Vernon L. Smith und Daniel Kahneman, die 2002 für ihre Arbeiten den Alfred-Nobel-Gedächtnispreis für Wirtschaftswissenschaften erhielten, in Deutschland Reinhard Selten (Nobelpreisträger 1994) und Reinhard Tietz, die etwa zeitgleich wie die amerikanischen Forscher ähnliche Ergebnisse fanden.
Ökonomische Experimente überprüfen in der Regel psychologische Grundlagen individuellen Handelns in ökonomisch relevanten Entscheidungssituationen. Die zu prüfenden Situationen werden dabei häufig sehr abstrakt und unter Rückgriff auf Modelle der Entscheidungstheorie und Spieltheorie gestaltet.
In der Regel werden ökonomische Experimente in Computerlaboren durchgeführt, in denen jeder Teilnehmer („Proband“) unter kontrollierten äußeren Bedingungen mit Hilfe eines Computers Entscheidungen zu treffen hat. Um die Motivation der Probanden zu steigern, werden diese zumeist nach dem Experiment in Abhängigkeit vom Resultat ihrer Entscheidungen entlohnt.
Beispiele für Gegenstände ökonomischer Experimente sind die Überprüfung der Theorie des vollkommenen Marktes, der Theorie öffentlicher Güter oder die Gestaltung von Auktionen.
Eine grundlegende Rolle kommt der experimentellen Ökonomik bei der mathematischen Modellierung von Entscheidungsregeln über verschiedene Alternativen zu (besonders bei Entscheidungen unter Unsicherheit und/oder Risiko).
Bei Experimenten bezüglich des Konkurrenzmarktes zeigt sich, dass in Gütermärkten die Preise gegen die Werte konvergieren, die von der Theorie des vollkommenen Marktes vorhergesagt werden. Dies gilt auch dann, wenn nicht alle Annahmen dieser Theorie zutreffen.
Wiederholte Experimente über menschliches Entscheidungsverhalten deckten immer wieder auf, dass die Axiome ökonomischer Entscheidungsrationalität (engl.: „Expected Utility Theory“) oft grundlegend verletzt werden. Seit den 1950er Jahren (siehe auch Allais-Paradoxon) und besonders intensiv seit den 1970er Jahren versuchen Ökonomen wie Psychologen mit Hilfe der in vielen Experimenten gewonnenen Daten alternative Theorien zu konstruieren. Diese enge Nachbardisziplin wird als Verhaltensökonomik bezeichnet.
Bedeutende Labore zur Durchführung ökonomischer Experimente finden sich im deutschsprachigen Raum unter anderem an den Universitäten in Zürich, Mannheim, Magdeburg, Köln, Hamburg, Erfurt und Bonn (BonnEconLab), am Karlsruher Institut für Technology (KD2Lab), sowie an den Max-Planck-Instituten für Ökonomik in Jena und für Gemeinschaftsgüter in Bonn, als auch neuerdings am Thurgauer Wirtschaftsinstitut an der Universität Konstanz.